# Fernando Grijalba
Fernando Grijalba Pérez, igualmente apelidado Nano.(nascido em 14 de janeiro de 1991 em Laguna de Duero) é um corredor Ciclista espanhol, membro da equipa Rali Store.

## Biografia
Corredor prolífico nas faixas amadoras, Fernando Grijalba passa a profissional em 2014 nas fileiras da formação Caja Rural-Seguros RGA, após ter levado as cores da reserva durante dois anos. Faz os seus começos a este nível desde o mês de janeiro, por motivo do Grande Prêmio Ciclista a Marsellesa. Durante a Tour Méditerranéen, apodera-se provisionalmente do maillot da montanha à saída da primeira etapa, após uma longa escapada. Mais tarde na estação, termina sétimo da Klasika Primavera e déciimo-terceiro do Circuito de Getxo.
Não conservado em final de ano 2015, encontra refúgio nas fileiras do equipa continental Inteja-MMR Dominican em 2016, com a qual inicia a sua temporada na Volta a San Luis. No mês de fevereiro, mostra-se a sua vantagem na Volta a Independência Nacional, passando sobretudo próxima da vitória na sétima etapa, onde se inclina em frente ao corredor estadounidense Michael Olheiser.
Em 2017, assina a favor da nova equipa Kuwait-cartucho.es., onde apanha sobretudo Stefan Schumacher e Davide Rebellin, bem como um compatriota, José Manuel Gutiérrez. Para a sua primeira competição do ano, distingue-se conseguindo a terceira etapa Tour das  Filipinas ao termo de um sprint reduzido, assinando a esta ocasião a sua primeira vitória desde a sua passagem nos profissionais. Acaba esta competição no terceiro lugar da classificação geral, por trás de Jai Crawford e Daniel Whitehouse. Após ter tomado o vigésimo lugar da Tour de Lombok na Indonésia, volta a Espanha para disputar a Voltas às Astúrias, onde adjudica-se a classificação dos sprints. Para perto de duas semanas mais tarde, ele continua com a Volta à comunidade de Madrid, que conclui no décimo-segundo lugar.
A falta de ofertas convincentes, decide de pôr um termo à sua carreira profissional em 2018. Prossegue no entanto nos amadoras assinando com o clube Escribano Deporte, onde se vê ocupar um papel de capitão de estrada para as jovens da equipa.

## Palmarés em estrada
- 2009
  -  Campeão da Espanha do contrarrelógio juniores
  - Vencedor da Copa da Espanha juniores
- 2010
  - Memorial Cirilo Zunzarren
  - Laukizko Udala Saria
  - 3.º do Insalus Saria
  - 3.º da Xanisteban Saria
- 2011
  - Ereñoko Udala Sari Nagusia
  - 2. ª etapa dos Três Dias Alaveses
  - Oñati Proba
  - 2.º do Insalus Saria
  - 3.º da Soraluzeko Saria
  - 3.º do Troféu San Antonio
- 2012
  - Campeão de Castela e Leão do contrarrelógio
  - Soraluzeko Saria
  - Ereñoko Udala Sari Nagusia
  - Memorial Sabin Foruria
  - Memorial Etxaniz
  - 2.º do Troféu Fornecimentos Monjardin
  - 2.º da Klasika Lemoiz
  - 3.º da Leintz Bailarari Itzulia
- 2013
  - Vencedor da Copa da Espanha
  - Vencedor da Copa da Espanha Esperanças
  - Grande Prêmio Macario
  - 3.º do Ereñoko Udala Sari Nagusia
- 2017
  - 3. ª etapa da Tour das Filipinas
  - 3.º da Tour das Filipinas
- 2019
  - 4. ª etapa da Tour do Panamá

## Classificações mundiais
}
| Ano              | 2014   | 2015 | 2016   | 2017   |
| UCI Europe Tour  | 701.º. |      | 1 771  | 1 329  |
| UCI America Tour |        |      | 467.º. |        |
| UCI Asia Tour    |        |      |        | 214.º. |